# Box-office Italie 1946
Cet article traite du box-office de l'année 1946 en Italie.

## Les 10 premiers
Les films sont classés selon les recettes réelles de la Société italienne des auteurs et éditeurs (SIAE, Società Italiana degli Autori ed Editori), fournies par les volumes Platea in piedi exprimées en lires italiennes,. Lorsque les données SIAE pour le nombre d'entrées ne sont pas disponibles, les recettes réelles ont été divisées par le prix moyen du billet estimé à 33 lires en 1946.
| Rang | Titre                          | Pays                | Réalisateur              | Recettes Italie (lires) | Entrées Italie |
| ---- | ------------------------------ | ------------------- | ------------------------ | ----------------------- | -------------- |
| 1    | Rigoletto                      | Drapeau de l'Italie | Carmine Gallone          | 210 600 000             | 6 381 818      |
| 2    | L'Aigle noir                   | Drapeau de l'Italie | Riccardo Freda           | 195 000 000             | 5 909 090      |
| 3    | Le Bandit                      | Drapeau de l'Italie | Alberto Lattuada         | 184 000 000             | 5 575 757      |
| 4    | Armando le Mystérieux          | Drapeau de l'Italie | Carlo Ludovico Bragaglia | 182 500 000             | 5 530 303      |
| 5    | Devant lui tremblait tout Rome | Drapeau de l'Italie | Carmine Gallone          | 159 000 000             | 4 818 182      |
| 6    | Au diable la richesse          | Drapeau de l'Italie | Gennaro Righelli         | 102 000 000             | 3 090 909      |
| 7    | Païsa                          | Drapeau de l'Italie | Roberto Rossellini       | 100 300 000             | 3 039 394      |
| 8    | L'Enfer des amants             | Drapeau de l'Italie | Camillo Mastrocinque     | 98 000 000              | 2 969 697      |
| 9    | Le soleil se lèvera encore     | Drapeau de l'Italie | Aldo Vergano             | 95 000 000              | 2 878 788      |
| 10   | Mon fils professeur            | Drapeau de l'Italie | Renato Castellani        | 93 000 000              | 2 818 182      |